# Gasparia nebulosa
Espèce
Gasparia nebulosa est une espèce d'araignées aranéomorphes de la famille des Toxopidae.

## Distribution
Cette espèce est endémique de Nouvelle-Zélande.

## Publication originale
- Marples, 1956 : Spiders from the Three Kings Islands. Records of the Auckland Institute and Museum, vol. 4, p. 329-342.